# Gynoplistia melape
Gynoplistia melape är en tvåvingeart som beskrevs av Günther Theischinger 1993. Gynoplistia melape ingår i släktet Gynoplistia och familjen småharkrankar. Inga underarter finns listade i Catalogue of Life.